# 風になる (高垣彩陽の曲)
「風になる」（かぜになる）は、高垣彩陽の楽曲。辛島美登里が作詞、植松伸夫が作曲を手掛けた。高垣の7枚目のシングルとして2014年5月28日にMusicRay'nから発売された。

## 音楽性
本曲は、PSPゲーム『十三支演義 〜偃月三国伝2〜』のオープニングテーマに起用された。タイトルからも分かるように風をテーマとしている。前作のゲーム『十三支演義 〜偃月三国伝〜』のオープニングテーマ「月のなみだ」同様二胡が使用されており、二胡の音から歌の世界に入っていけるような楽曲になっている。二胡の演奏は「月のなみだ」を担当したジャー・パンファンが行っている。なお高垣はデモ視聴時バラードだった「月のなみだ」と違い途中でテンポが変わる曲調のため、印象的に感じたという。
PVは、過去・現在・未来をテーマとしている。

## シングルリリース
2014年5月28日にMusicRay'nから発売された。高垣のシングルとしては前作「Next Destination」から9か月ぶりのリリースとなる。
販売形態は初回生産限定盤（SMCL-334/5）と通常盤（SMCL-336）の2種リリースで、初回生産限定盤には本曲のPVとTVスポットを収録したDVDが同梱されている。ジャケットの撮影はスタイリストやスタッフが風を演出するため高垣が着ているドレスのスカートとリボンを持って振り上げたり、大陸感を出すため砂を敷き詰めて行われた。
2曲目「それでも夢が続くなら」は、同ゲームのエンディングテーマに起用された。自身がプレイしたゲームのキャラクター関する思い出を基にした包み込むような曲で、2つの候補の中から選ばれた。最終的にはエンディングの雰囲気に合った当曲が採用された
3曲目「The Sound of Music」は、1959年にオスカー・ハマースタイン2世とリチャード・ロジャースによりそれぞれ作詞・作曲された「The Sound of Music」のカバーで、2013年に開催された「高垣彩陽 2ndコンサートツアー2013 〜relation of colors〜」で初披露された。なお同曲は高校2年時に行われたミュージカル部の引退公演で『サウンド・オブ・ミュージック』を披露したこともあってか特に思い入れがあるという。

## シングル収録内容
| #         | タイトル                 | 作詞                 | 作曲            | 編曲      | 時間  |
| --------- | ------------------------ | -------------------- | --------------- | --------- | ----- |
| 1.        | 「風になる」             | 辛島美登里           | 植松伸夫        | 成田勤    | 4:15  |
| 2.        | 「それでも夢が続くなら」 | 岩里祐穂             | Tatta Works     | 陶山隼    | 5:07  |
| 3.        | 「The Sound of Music」   | Oscar Hammerstein II | Richard Rodgers | 加藤裕介  | 3:20  |
| 合計時間: | 合計時間:                | 合計時間:            | 合計時間:       | 合計時間: | 12:43 |

| #  | タイトル                          | 作詞 | 作曲・編曲 |
| -- | --------------------------------- | ---- | ---------- |
| 1. | 「風になる」(Music Clip)          |      |            |
| 2. | 「風になる」(TV Spot 15sec+30sec) |      |            |

## チャート
| チャート（2014年）                | 最高位 |
| --------------------------------- | ------ |
| オリコン                          | 25     |
| Billboard JAPAN Hot Singles Sales | 30     |